# Aerva desertorum
Aerva desertorum är en amarantväxtart som beskrevs av Adolf Engler. Aerva desertorum ingår i släktet Aerva och familjen amarantväxter. Inga underarter finns listade i Catalogue of Life.